# Forcepia volsella
Forcepia volsella är en svampdjursart som beskrevs av Topsent 1928. Forcepia volsella ingår i släktet Forcepia och familjen Coelosphaeridae. Inga underarter finns listade i Catalogue of Life.